# Wassertürme Herten

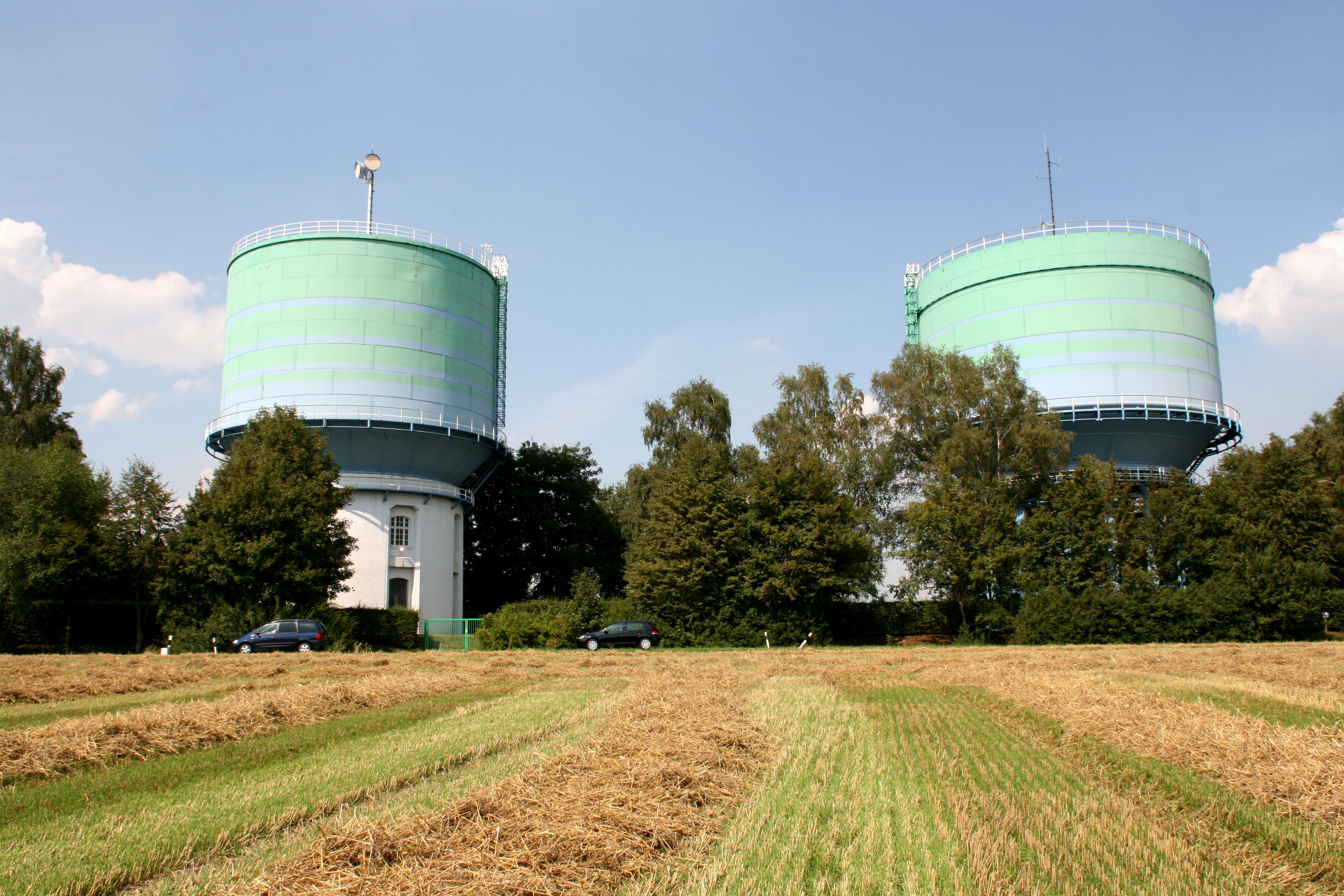
Wassertürme Herten

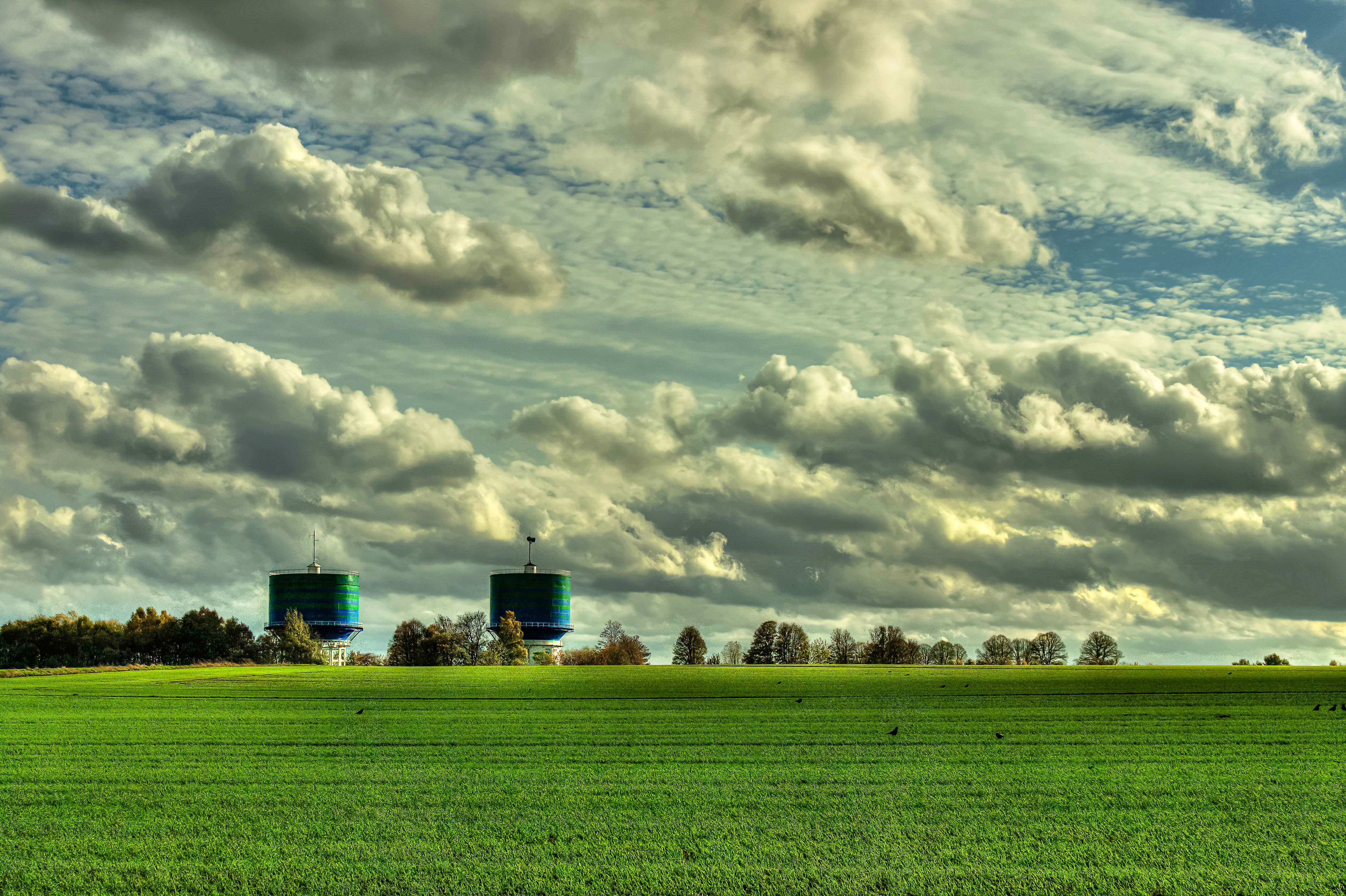
Wassertürme im Frühherbst 2013

Die zwei Wassertürme Herten mit einem Fassungsvermögen von 9000 Kubikmetern gehören zu den größten Hochbehältern ihrer Art in Deutschland. 

## Bauwerk
Die beiden Wassertürme sind 32 beziehungsweise 29 Meter hoch  und haben jeweils aufrecht stehende zylindrische Formen. Sie befinden sich in Herten an der Westerholter Straße nahe dem Autobahnanschluss Recklinghausen/Herten. Der erste Turm mit einem Behälter vom Typ Intze und einem Fassungsvermögen von 4000 Kubikmetern wurde 1908, der zweite, mit 5000 Kubikmetern, 1935  45 Meter weiter westlich errichtet. Der Unterbau des ersten Hochbehälters besteht aus Mauerwerk und Beton und ist in Betriebs- und Wohnräume aufgeteilt. Seit der Automatisierung des Betriebes 1982 stehen die Wohnräume leer. Der zweite Hochbehälter fußt auf 16 kreisförmig angeordneten Stahlpfeilern mit Querverstrebungen. Seit 1985 sind die Türme als Denkmal geschützt und können einmal jährlich am Tag des offenen Denkmals für wenige Stunden besichtigt werden. Seit 2016 werden sie in der Route der Industriekultur in der Themenroute 28: Wasser: Werke, Türme und Turbinen aufgeführt. 

## Technischer Betrieb
Beide Reservoire werden jeweils vom Halterner Stausee über eine 20 Kilometer lange Leitung mit Trinkwasser gespeist. Aus den auf 104 m ü. NN Höhe gelegenen Türmen fließt das Wasser bei Bedarf ohne technische Förderanlagen in das Netz der Gelsenwasser AG, die die Türme auch wartet.